# Eremophila hillii
Eremophila hillii är en flenörtsväxtart som beskrevs av Elizabeth Anne Shaw. Eremophila hillii ingår i släktet Eremophila och familjen flenörtsväxter. Inga underarter finns listade i Catalogue of Life.